# NGC 1
Az NGC 1 egy spirálgalaxis a Pegazus csillagképben. Az első objektum, amely a  New General Catalogue-ban szerepel.

## Felfedezése
Az NGC 1-et 1861-ben fedezte fel Heinrich Louis d'Arrest.

## Tudományos adatok
Az NGC 1 kisméretű galaxis a Tejútrendszertől 190 millió fényévre, a Pegazus csillagképben.
A galaxis 4545 km/s sebességgel távolodik tőlünk.